# Raymond Bley
Pour les articles homonymes, voir Bley.
Raymond Bley, né le 13 février 1939 à Rodange (Luxembourg) et mort le 25 mars 2012 à (Luxembourg), est un coureur cycliste luxembourgeois. Professionnel en 1961, il participe au Tour de France.

## Palmarès
- 1959
  - 2e du championnat du Luxembourg sur route amateurs
- 1960
  - 3e du championnat du Luxembourg sur route amateurs
- 1962
  -  Champion du Luxembourg sur route des indépendants

## Résultats sur les grands tours

### Tour de France
1 participation
- 1961 : hors délais (6e étape)